# Chabuata
Chabuata is een geslacht van vlinders van de familie Uilen (Noctuidae), uit de onderfamilie Hadeninae.

## Soorten
- C. albimargo Guenée, 1852
- C. albirena Guenée, 1852
- C. amoeba Hampson, 1905
- C. ampla Walker, 1857
- C. andraei Köhler, 1959
- C. anthracina Köhler, 1947
- C. apyrina Draudt, 1924
- C. araneosa Schaus, 1929
- C. associata Draudt, 1924
- C. calva Draudt, 1924
- C. carneago Guenée, 1852
- C. castanea Köhler, 1961
- C. cerastidia Hampson, 1918
- C. crenilinea Hampson, 1909
- C. dentosa Turner, 1911
- C. dulcinea Butler, 1882
- C. erythrias Druce, 1908
- C. fusciplaga Draudt, 1924
- C. griseagoa Dyar, 1912
- C. iota Dyar, 1918
- C. lacertosa Köhler, 1947
- C. major Guenée, 1852
- C. mutina Schaus, 1894
- C. nephroleuca Jones, 1912
- C. nictitans Jones, 1908

- C. nigrostriata Köhler, 1959
- C. noctuiformis Guenée
- C. ociosa Dognin, 1897
- C. ochrias Jones, 1908
- C. paulista Jones, 1914
- C. phaeozona Jones, 1908
- C. poliosigma Jones, 1908
- C. rectilinea Hampson, 1903
- C. rectinubila Dyar, 1908
- C. rhodomelaina Köhler, 1959
- C. rudis Walker, 1858
- C. rufilinea Hampson, 1910
- C. satellitioides Guenée, 1852
- C. sedosa Köhler, 1947
- C. subsocia Walker, 1856
- C. sygcleta Dyar, 1918
- C. violacea de Joannis, 1930